# ムンバイCSMT-サイナガール・シルディ・ヴァンデ・バーラト急行
ムンバイCSMT-サイナガール・シルディ・ヴァンデ・バーラト急行（英語: Mumbai CSMT–Sainagar Shirdi Vande Bharat Express）は、インドの急行列車であるヴァンデ・バーラト急行の1つ。大都市・ムンバイとシルディを結ぶ。

## 概要
2023年2月10日に設定され、翌2月11日から営業運転を開始した、10番目のヴァンデ・バーラト急行。ムンバイのチャトラパティ・シヴァージー・ターミナス駅とシルディのサイナガール・シルディ駅間の343 kmの区間を5時間10分かけて走行する。当初の最高速度は110 km/hであったが、経由区間の線形改良により130 km/hへ引き上げられている。列車は火曜日を除く週6日に1往復が運行されており、16両編成の列車が用いられる。利用率は運行開始以降好調で、2023年10月には75 %以上の乗車率を記録している。